# Paroeax nasicornis
Paroeax nasicornis là một loài bọ cánh cứng trong họ Cerambycidae.